# 永綏駅
永綏駅（ヨンスえき、朝鮮語: 영수역）は、朝鮮民主主義人民共和国咸鏡北道会寧市にある、朝鮮民主主義人民共和国鉄道省会寧炭鉱線の鉄道駅である。

## 歴史
- 1928年8月11日：開業[1]。